# Smilax jiankunii
Smilax jiankunii är en enhjärtbladig växtart som beskrevs av Hen Li. Smilax jiankunii ingår i släktet Smilax och familjen Smilacaceae. Inga underarter finns listade.